# Факула Кергелен
Факула Кергелен (лат. Kerguelen Facula) — сравнительно небольшое яркое пятно (область) на поверхности самого большого спутника Сатурна — Титана.

## География и геология
Координаты — 5°24′ ю. ш. 151°00′ з. д. / 5,4° ю. ш. 151° з. д.. Максимальный размер структуры составляет 135 км. Факула Кергелен находится внутри тёмной местности Шангри-Ла, а к востоку от неё — светлая местность Ксанаду. По соседству с ней расположено множество других факул Титана: на западу — факула Сикоку, на северо-западе — факулы Никобар и факула Оаху, на севере — крупнейшая факула Титана — факула Крит, на северо-востоке факула Санторини, и другие. К югу от неё расположена крупная кольцеобразная структура Гуабонито. Факула Кергелен скорее всего имеет тектоническое происхождение. Была обнаружена на снимках с космического аппарата «Кассини».

## Эпоним
Названа по имени острова Кергелен, одного из французских приантарктических островов. Название утверждено Международным астрономическим союзом в 2006 году.